# Попов Борис Олександрович
Борис Олександрович Попов (12 червня 1917, місто Петроград, тепер Санкт-Петербург, Російська Федерація — 28 жовтня 1950, місто Санкт-Петербург, Російська Федерація) — радянський державний діяч, голова Ленінградського промислового облвиконкому. Депутат Верховної ради РРФСР 6—7-го скликань. Кандидат технічних наук (1970), доктор технічних наук (1980).

## Життєпис
Народився в робітничій родині. У 1935 році закінчив середню школу в Ленінграді, в 1941 році — електромеханічний факультет Ленінградського політехнічного інституту імені Калініна.
З 1940 року працював головним енергетиком заводу № 451 міста Ленінграда. В 1941 році із заводом евакуйований до Уфи (Башкирська АРСР), де працював старшим інженером цеху заводу № 26 Народного комісаріату авіаційної промисловості СРСР. 
Член ВКП(б) з 1944 року.
У 1945—1947 роках — заступник завідувача промислового відділу Черниковського міського комітету ВКП(б) Башкирської АРСР.
У 1947—1950 роках — секретар комітету ВКП(б) заводу імені Єгорова в місті Ленінграді.
У 1950—1951 роках — секретар Московського районного комітету ВКП(б) міста Ленінграда.
У 1951—1957 роках — заступник завідувача відділу партійних органів; завідувач відділу важкої промисловості;, завідувач відділу партійних, профспілкових і комсомольських органів Ленінградського міського комітету КПРС.
У 1957—1961 роках — секретар Ленінградського міського комітету КПРС.
У 1961 — 3 травня 1962 року — секретар Ленінградського обласного комітету КПРС.
3 травня 1962 — січень 1963 року — 2-й секретар Ленінградського обласного комітету КПРС.
У січні 1963 — грудні 1964 року — голова виконавчого комітету Ленінградської промислової обласної ради депутатів трудящих.
У 1965—1971 роках — голова Ленінградської обласної ради профспілок.
У 1971—1977 роках — ректор Військово-механічного інституту в Ленінграді.
З 1977 року працював в Галузевій науково-дослідній лабораторії автоматизованих систем управління Військово-механічного інституту науковим керівником, з 1981 до 1997 року — старшим науковим співробітником.

## Нагороди і відзнаки
- три ордени Трудового Червоного Прапора
- медалі